# Tamara Bunke
Haydée Tamara "Tania" Bunke Bider, född 19 november 1937 i Buenos Aires, Argentina, död 31 augusti 1967 i Vado del Yeso, Vallegrande, Bolivia, var en argentinskfödd östtysk kommunistisk revolutionär och spion. Hon deltog i den kubanska revolutionen och i flera revolutionära rörelser i Sydamerika.

## Biografi
Tamara Bunkes far, Erich Bunke, gick in i det tyska kommunistiska partiet 1928. När nazisterna tog makten 1933 och förbjöd partiet, flydde han till Argentina med sin polska hustru Nadia Bider. Hemmet i Buenos Aires blev en politisk mötesplats och Tamara och hennes äldre bror Olaf växte upp i en politiskt präglad miljö.
Efter andra världskriget var det oroliga tider i Argentina. Juan Perón förde en fascistisk politik och undertryckte den fria pressen. Som tonåring började Tamara agera som kurir åt kommunistpartiet i och distribuerade illegala tidningar åt antifascister i Buenos Aires. När presidentens folkkära hustru Eva Perón dog i cancer blev det oroliga tider i huvudstaden. Familjen Bunke-Bider flyttade tillbaka till Östtyskland och bosatte sig i Stalinstadt vid polska gränsen.

### Utbildning
Bunke blev medlem i FDJ, Freie Deutsche Jugend  och DUV, Demokratisk Ungdoms Världsfederation och skrev in sig på Humboldtuniversitetet i Östberlin. Hon studerade statsvetenskap och språk. Som medlem i Demokratisk ungdom kunde hon deltaga i festivaler i Wien, Prag, Moskva och Havanna. Hon var språkbegåvad och behärskade ryska, engelska, spanska och tyska. Hon blev tolk åt besökare från kommunistiska länder.

### I Kubas tjänst
År 1960 blev Bunke anlitad som tolk vid en handelsdelegation från Kuba. Delegationen ägde rum i Leipzig under ledning av Che Guevara. Året därpå reste hon till Kuba och studerade juridik på Havannas universitet. Hennes språkkunskaper uppmärksammades och hon fick översättningsarbeten åt utbildningsdepartementet som startat en kampanj att öka läskunnigheten på Kuba. Bunke deltog också i arbetsbrigader för att bygga hus och skolor på landsbygden.
Våren 1963 kallades Bunke till ett möte med militärer på rekommendation av Che Guevara. En kubansk underrättelsetjänst, DGI skulle byggas upp och Bunkes politiska och språkliga kvalifikationer kunde bli användbara. Hon anställdes av inrikesministeriet efter noggranna säkerhetskontroller. Sedan skickades hon till hemlig ort utanför Prag och fick genomgå en specialutbildning i spionage under ett år.

### Bolivia
Ledarna på Kuba hade beslutat att sprida revolutionen till andra latinamerikanska länder och hade valt Bolivia som första mål. Bunke (Tania) anlände till La Paz i oktober 1964 med uppdrag att samla uppgifter om Bolivias politiska elit och militära styrka. Hon reste som Laura Gutiérrez Bauer och upptäckte snart att sonen till juntans chef, general Alfredo Ovando Candia planerade en resa till Tyskland. Hon lyckades bli privatlärare åt sonen och kunde samla många värdefulla upplysningar åt sina uppdragsgivare.

## Bakhåll och Tamara Bunkes död
I slutet av 1966 avslöjades Bunkes identitet och hon blev tvungen att lämna La Paz och anslöt sig till Che Guevaras basläger i Vallegrande.
CIA hade underrättat den bolivianska armén. De dödade Bunke och hennes sällskap och tillfångatog Che Guevara.

## Utmärkelser
Asteroiden 2283 Bunke är uppkallad efter henne.